# شركة نسيج العالمية التجارية
شركة نسيج العالمية التجارية سابقا: (شركة مجموعة السريع التجارية الصناعية) إحدى الشركات الصناعية التي تعد من أكبر 15مصنع سجاد وموكيت في العالم، والرائدة في الشرق الأوسط في مجال صناعة السجاد والموكيت والخيوط الصناعية والتي تأسست في عام 1953، وتقوم الشركة بتوزيع وبيع منتجاتها في السوق المحلي والخارجي، كما يوجد لدى الشركة فروعا داخل وخارج المملكة تمثل مراكز توزيع الجملة ومعارض التجزئة، ويقع مقر الشركة الرئيسي في مدينة جدة.
3 رمضان 1441هـ الموافق 26 أبريل 2020، وافقت الجمعية العامة غير العادية للشركة، على تغيير اسم الشركة من شركة مجموعة السريّع التجارية الصناعية إلى شركة نسيج العالمية التجارية.

## التاريخ
تأسست الشركة في عام 1953م كشركة تضامنية في مدينة مكة المكرمة تحت اسم «شركة عبد الله وناصر عبد العزيز السريع التضامنية». في عام 1985م تم إنشاء مصنع السريع للسجاد كفرع من الشركة، وفي عام 1989م تم إنشاء مصنع جدة للخيوط الصناعية كفرع من الشركة. في نوفمبر 1995م، تم تحويل مصنع جدة للخيوط الصناعية من فرع إلى شركة ذات مسؤولية محدودة. وفي أغسطس 2000م، تم تحويل مصنع السريع للسجاد من فرع إلى شركة ذات مسؤولية محدودة. وتم قيدها في السجل التجاري بمدينة جدة بموجب شهادة رقم (4030133919) وتاريخ 05-03-1422هـ الموافق 28-05-2001م وبالاسم التجاري «شركة مصنع السريع للسجاد». بتاريخ 11-11-1427هـ الموافق 12-12-2006م.
وفي عام 2007م، تم دمج «شركة عبد الله وناصر عبد العزيز السريع التضامنية» و«شركة مصنع جدة للخيوط الصناعية المحدودة» في «شركة مصنع السريع للسجاد»، ونتج عن عملية الاندماج هذه تعديل الاسم التجاري للشركة ليصبح «شركة مجموعة السريع التجارية الصناعية المحدودة». كما قرر الشركاء تحويل الشركة من شركة ذات مسؤولية محدودة إلى شركة مساهمة مقفلة مع الاحتفاظ بنفس الاسم التجاري من دون عبارة «المحدودة» ليصبح الاسم التجاري للشركة «شركة مجموعة السريع التجارية الصناعية». وقد صدرت موافقة وزير التجارة والاستثمار على التحول بموجب القرار الوزاري رقم (276/ق) وتاريخ 01-11-1428هـ الموافق 11-11-2007م، والقرار الوزاري بإعلان تأسيس الشركة رقم (523/ق) وتاريخ21-12-1428هـ الموافق 01-12-2007م، وقيدت كشركة مساهمة مقفلة مع الاحتفاظ بنفس رقم وتاريخ شهادة السجل التجاري (4030133919) الصادرة من مدينة جدة. وفي تاريخ 22-02-2010م تم تحويل الشركة من مساهمة سعودية «مقفلة» إلى مساهمة سعودية "عامة" وإدراج أسهمها في السوق المالية السعودية. وتم تغيير اسم الشركة من شركة «مجموعة السريع التجارية الصناعية» إلى «شركة نسيج العالمية التجارية» وذلك بعد موافقة الجمعية العامة الغير العادية بتاريخ 03-09-1441هـ الموافق 26-04-2020 م.

## الشركات التابعة
| اسم الشركة التابعة                          | نسبة الملكية | النشاط الرئيسي                                     | مكان العمليات                       | مكان التأسيس                        |
| ------------------------------------------- | ------------ | -------------------------------------------------- | ----------------------------------- | ----------------------------------- |
| شركة ميلينيوم ويفرز القابضة المحدودة امريكا | 100.00%      | توزيع وبيع السجاد والموكيت ومنتجات الارضيات الاخرى | الولايات المتحدة الامريكية - دالتون | الولايات المتحدة الامريكية - دالتون |

## ملف الأسهم
| رأس المال المصرح به (ريال سعودي) | عدد الأسهم المصدرة | رأس المال المدفوع (ريال سعودي) | القيمة الاسمية للسهم | القيمة المدفوعة للسهم |
| -------------------------------- | ------------------ | ------------------------------ | -------------------- | --------------------- |
| 211,632,010                      | 21,163,201         | 211,632,010                    | 10                   | 10                    |

تغيرات في راس المال
| تاريخ اعلان التوصية | نوع الإصدار     | تاريخ الاستحقاق | رأس المال الجديد | رأس المال السابق | الفرق التراكمي  |
| ------------------- | --------------- | --------------- | ---------------- | ---------------- | --------------- |
| 2020-09-28          | حقوق الاولوية   | 2021-11-04      | 211,632,010      | 61,632,010       | (- 426,027,990) |
| 2020-11-10          | تخفيض رأس المال | 2020-12-20      | 61,632,010       | 178,160,000      | (- 426,027,990) |
| 2019-09-25          | حقوق الاولوية   | 2020-01-22      | 178,160,000      | 65,500,000       | (- 309,500,000) |
| 2019-07-25          | تخفيض رأس المال | 2019-08-28      | 65,500,000       | 225,000,000      | (- 309,500,000) |
| 2017-11-09          | تخفيض رأس المال | 2017-12-28      | 225,000,000      | 375,000,000      | (- 150,000,000) |
| 2012-11-26          | منحة اسهم       | 2013-04-01      | 375,000,000      | 300,000,000      | + 75,000,000    |